# Gottfried Eichler der Jüngere

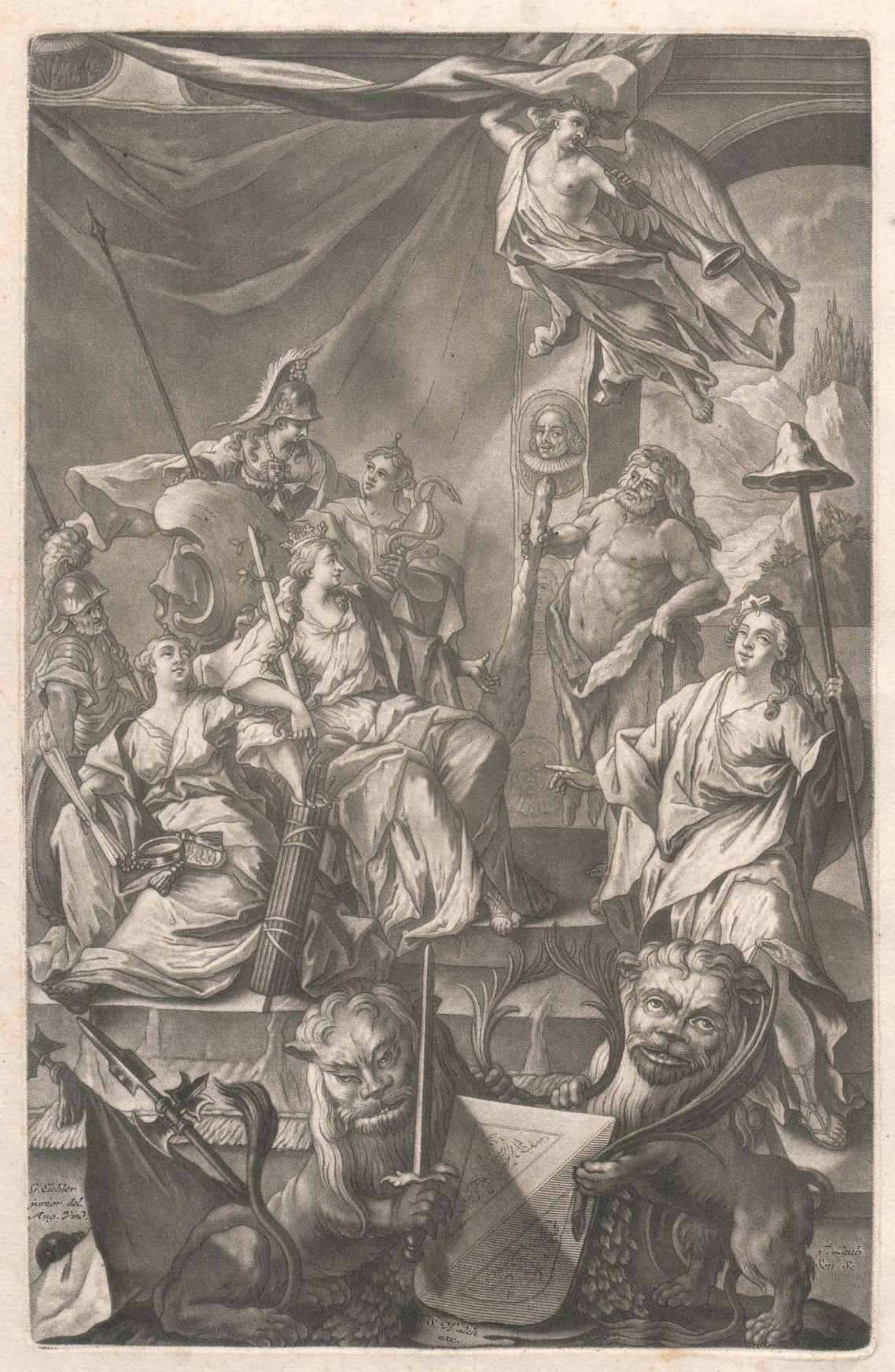
Titelkupfer für Sebastian Walchs Porträts der Bürgermeister von Zürich, gezeichnet von Eichler und gestochen von T. Laub

Titelblatt für Johann Christoph Georg Bodenschatz: Kirchliche Verfassung der heutigen Juden sonderlich derer in Deutschland, 1748, gezeichnet von Eichler und gestochen von Georg Paul Nussbiegel.

Gottfried Eichler, genannt der Jüngere. (vollständiger Name Johann Gottfried Eichler, * 1715 in Augsburg; † 21. Oktober 1770 in Augsburg) war ein deutscher Zeichner und Kupferstecher.

## Leben
Gottfried Eichler war ein Sohn des Malers Gottfried Eichler der Ältere (1677–1759) und der Anna Barbara, geborene Riß. Nach einer Lehre bei seinem Vater hielt er sich in Wien und Nürnberg auf.
1743, zur Zeit der Gründung der Universität Erlangen durch den Markgrafen Friedrich von Brandenburg-Bayreuth, erhielt Eichler an der Lehranstalt als einer der ersten Lehrenden die Stellung als Universitäts-Zeichenmeister und Universitäts-Kupferstecher, die er jedoch 1751 aufgab. Er kehrte Eichler in seine Heimatstadt zurück. 1752 heiratete er dort Sabine Margarethe, geborene Held, mit der er den späteren Zeichner und Kupferstecher Matthias Gottfried Eichler (1748–1821) zeugte.

## Werke
Eichler trat vor allem mit der Schabkunsttechnik hervor. Er fertigte Porträtstiche und illustrierte Thesenblätter.
Er war beteiligt an
- „Kilians Bibel“,[1] Philipp Andreas Kilians Bilderbibel;[3]
- Zunckel-Bibel, Regensburg 1756 (die größte gedruckte Bibel); Drucker: Brüder Jeremias und Heinrich Gottfried Zunckel,
- Schauplatz hoher Ritter-Orden Nebentitel zeitweilig Almanach auf das Jahr nach der gnadenreichen Geburt unsers Herrn und Heylands Jesu Christi ( = Théatre des plus célèbres Ordres de Chevalerie), gezeichnet von Gottfried Eichler und dann gestochen von Jacob A. Friderich, Augspurg: Friderich, 1755 (nachgewiesen bis 1957);[2]
- Paul von Stetten: Herrn Paul von Stetten, des jüngern Erläuterungen der in Kupfer gestochenen Vorstellungen, aus der Geschichte der Reichsstadt Augsburg : In historischen Briefen an ein Frauenzimmer,[1] Conrad Heinrich Stage, Augsburg 1765; Digitalisat der Bayerischen Staatsbibliothek

und lieferte die Zeichnung für das von Tobias Laub gestochene Titelkupfer von Sebastian Walchs Portraits aller Herren Burger-Meistern, Der Vortrefflichen Republique, Stadt und Vor-Orths Zürich Von dem 1336ten biß auf das 1742te Jahr, Kempten 1756.